# 馬沙韋拉河
41°26′11″N 44°42′54″E / 41.4364°N 44.7150°E

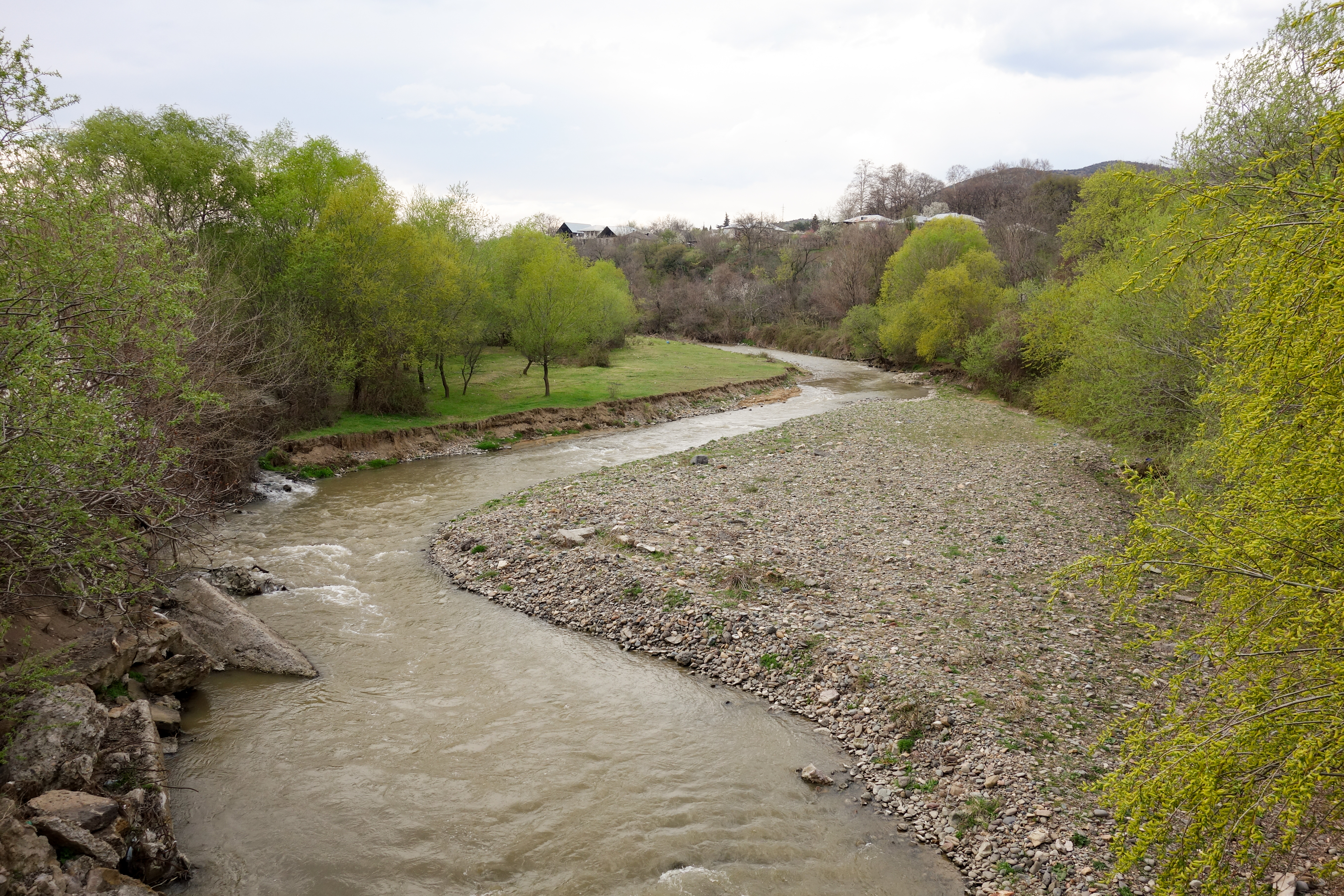

馬沙韋拉河是格魯吉亞的河流，位於該國南部，屬於赫拉米河的右支流，河道全長66公里，流域面積1,390平方公里，河畔城鎮有德馬尼西和博爾尼西。